# Szerokodziób białoskrzydły
Szerokodziób białoskrzydły, szerokodziób wielkodzioby (Cymbirhynchus macrorhynchos) – gatunek średniej wielkości ptaka z rodziny szerokodziobów (Eurylaimidae). Jest jedynym przedstawicielem rodzaju Cymbirhynchus. Występuje w nizinnych lasach tropikalnych i mangrowych Azji Południowo-Wschodniej, szczególnie liczny w Malezji.

## Podgatunki i zasięg występowania

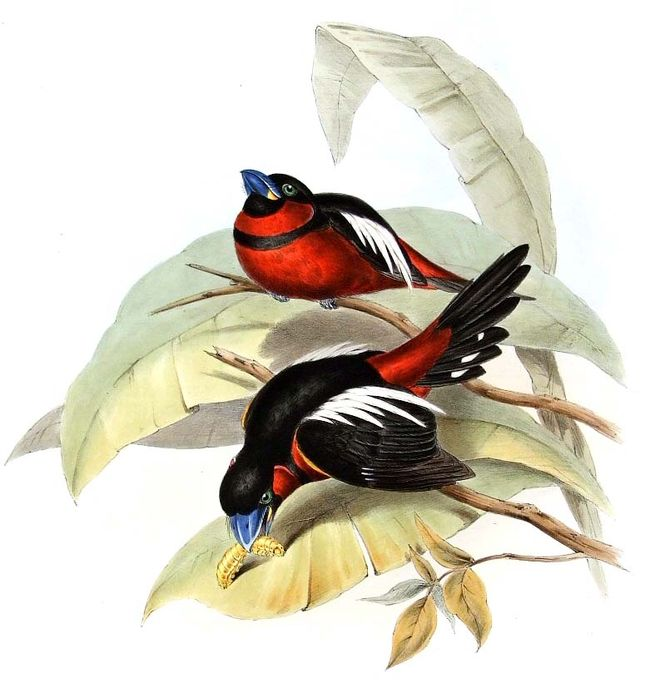
Szerokodzioby białoskrzydłe na rycinie z publikacji Johna Goulda Birds of Asia tom 1.

Zwykle wyróżnia się cztery podgatunki C. macrorhynchos:
- C. m. affinis Blyth, 1846 – szerokodziób karminowy[5] – zachodnia i środkowa Mjanma
- C. m. siamensis Meyer de Schauensee & Ripley, 1940 – południowa Mjanma, południowa Tajlandia, Kambodża, południowy Laos i południowy Wietnam
- C. m. malaccensis Salvadori, 1874 – środkowy i południowy Półwysep Malajski
- C. m. macrorhynchos (J. F. Gmelin, 1788) – szerokodziób białoskrzydły[5] – Sumatra, Borneo i sąsiednie wyspy

Na liście ptaków świata opracowywanej we współpracy BirdLife International z autorami Handbook of the Birds of the World (6. wersja online: grudzień 2021) szerokodziób karminowy jest uznawany za osobny gatunek (Cymbirhynchus affinis). Tak też klasyfikuje go Międzynarodowa Unia Ochrony Przyrody (IUCN), która stosuje system klasyfikacji według tej listy.

## Morfologia
Długość ciała 21–24 cm. Jest to jaskrawo ubarwiony ptak o przeważająco czarnym wierzchu, karminowo-czerwonym spodzie oraz niebieskawym dziobie i oczach. Charakterystyczna jest biała warstwa piór na skrzydłach, której zawdzięcza polską nazwę.

## Ekologia i zachowanie

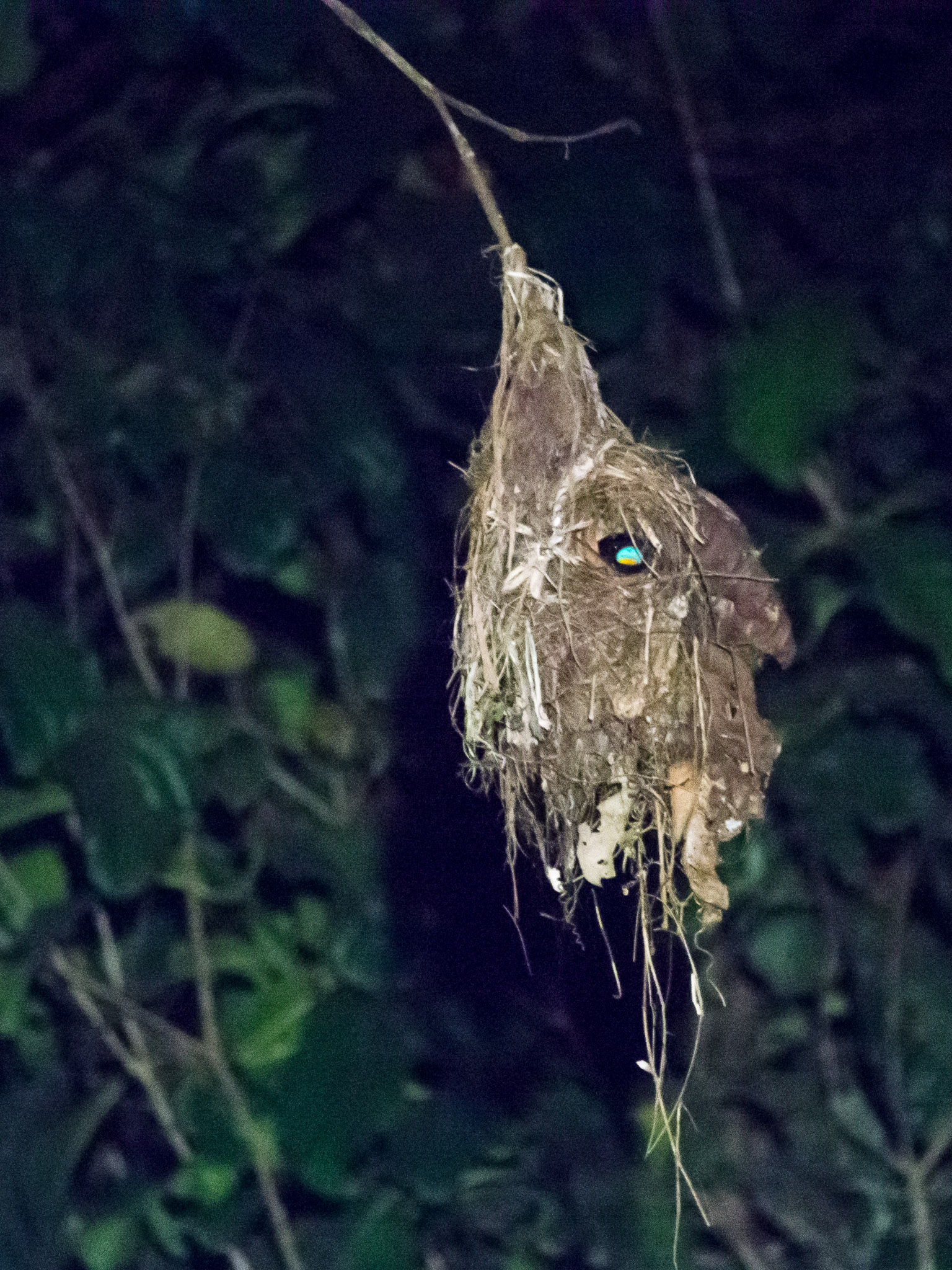
Gniazdo szerokodzioba białoskrzydełgo

Zamieszkuje nizinne lasy tropikalne i mangrowe. Występuje do 300 m n.p.m.
Buduje zwarte i zamknięte od góry gniazda w formie odwróconej butelki. Zazwyczaj umieszcza je wysoko w gęstwinie porastającej rzeki, choć spotyka się również gniazda nad drogami, na liniach telefonicznych i elektrycznych. Żywi się głównie owadami, które często chwyta w locie. W diecie obecne są także owoce i nasiona.

## Status
Międzynarodowa Unia Ochrony Przyrody (IUCN) uznaje szerokodzioba białoskrzydłego za gatunek najmniejszej troski (LC – least concern). Liczebność populacji nie została oszacowana, ale ptak ten opisywany jest jako rzadki, lokalnie pospolity. Trend liczebności populacji uznaje się za spadkowy ze względu na postępujące niszczenie nizinnych lasów deszczowych.
Od 2016 roku IUCN klasyfikuje szerokodzioba karminowego jako osobny gatunek (Cymbirhynchus affinis); również zalicza go do kategorii najmniejszej troski, a trend liczebności jego populacji ocenia jako spadkowy.